# Basilique Notre-Dame de Montréal
Pour les articles homonymes, voir Basilique Notre-Dame, Notre-Dame et Montréal (homonymie).
 (septembre 2021).
Si vous disposez d'ouvrages ou d'articles de référence ou si vous connaissez des sites web de qualité traitant du thème abordé ici, merci de compléter l'article en donnant les références utiles à sa vérifiabilité et en les liant à la section « Notes et références ».
La basilique Notre-Dame de Montréal, sise dans l'arrondissement de Ville-Marie à Montréal, est l'église-mère de Montréal, la plus vaste de l'archidiocèse de Montréal et la deuxième plus grande église de Montréal. Véritable galerie d'art religieux, elle abrite des ornements dont la richesse n'a pas d'équivalent à Montréal.

## L'histoire de la paroisse
La basilique Notre-Dame de Montréal figure parmi les bâtiments les plus précieux du patrimoine religieux québécois. Construite sous la gloire des sulpiciens, elle a connu plusieurs étapes de construction.

### La basilique actuelle
En 1824 s'amorce la construction d'une immense église de style néogothique en pierre grise de Montréal. Conçue par l'architecte new-yorkais James O'Donnell et située juste au sud de l'originale, elle peut contenir jusqu'à 10 000 fidèles. Inaugurée en 1829, elle sera longtemps un des lieux de culte les plus vastes en Amérique du Nord, toutes confessions confondues.

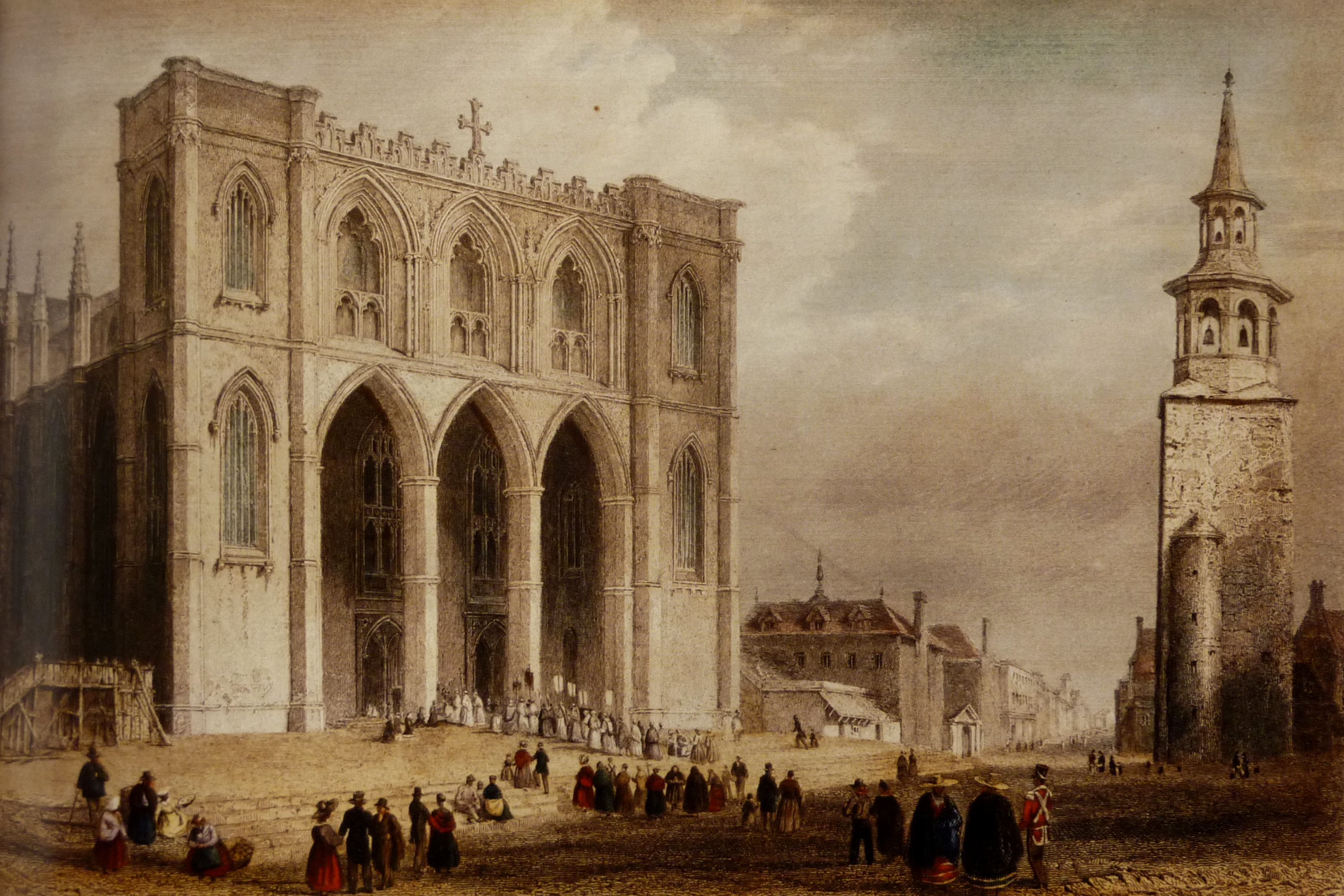
Avant l'ajout des deux clochers, en 1830. Le clocher de l'ancienne église est conservé, jusqu'à ce que la basilique reçoive les siennes.

L'année suivante, on détruit la première église, ce qui dégage l'espace de la Place d'Armes que l'on connaît aujourd'hui avec son monument au fondateur de Montréal, entourée d'immeubles élevés.
Les deux tours, dessinées par l'architecte John Ostell, sont ajoutées entre 1841 et 1843. La hauteur totale est de 69 m. La tour de l'ouest, nommée Persévérance, abrite le gros bourdon, pesant 10 900 kg. La tour de l'est, nommée Tempérance, abrite un carillon de 10 cloches.
La chapelle du Sacré-Cœur est érigée en 1888 par les architectes Henri-Maurice Perrault et Albert Mesnard. Détruite par un incendie criminel en 1978, elle est restaurée de 1979 à 1982 dans un style plus contemporain.
En 1910, elle accueille le congrès eucharistique de Montréal.
En 1982, Jean-Paul II élève l'église au rang de basilique mineure. Le pape visitera d'ailleurs la basilique en 1984.

### La première église paroissiale de Ville-Marie

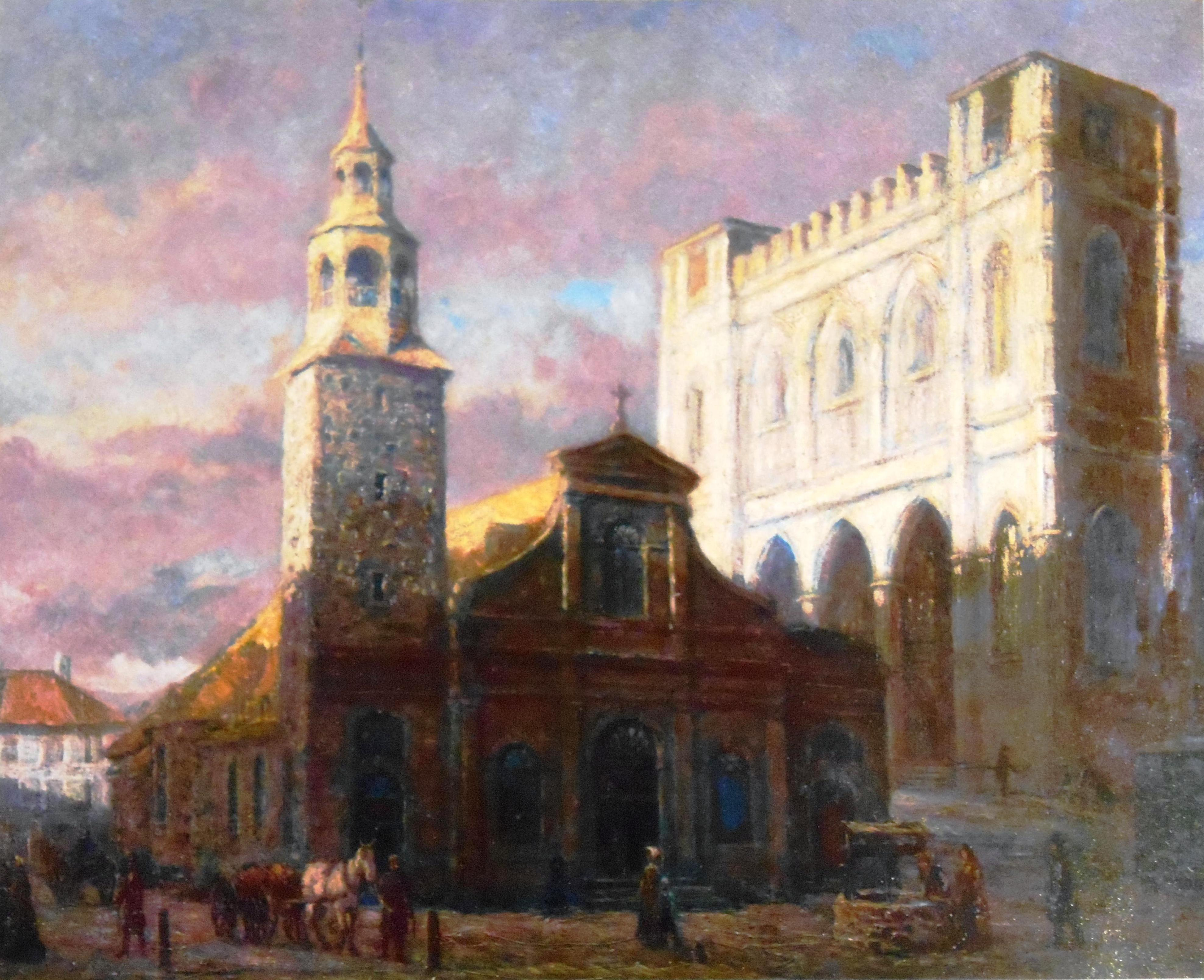
Les Deux Églises Notre-Dame de Georges Delfosse.

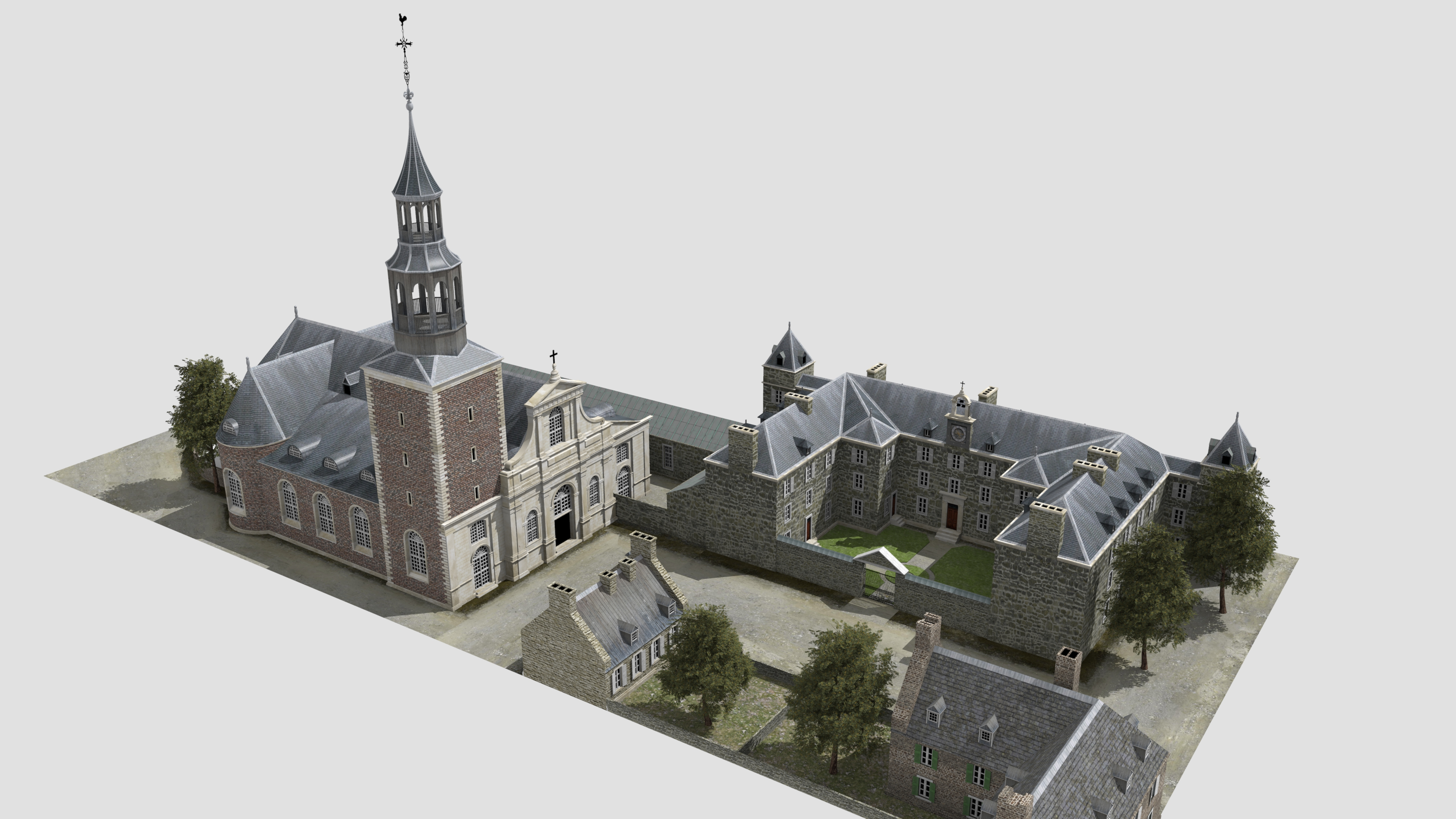
Restitution 3D de Notre-Dame de Montréal et du séminaire au XVIIIe siècle.

Au XVIIe siècle, le supérieur des sulpiciens de l'époque, François Dollier de Casson, dessine les plans de la première église paroissiale de la ville, située dans l'axe de la rue Notre-Dame, face à l'emplacement de l'église actuelle. La construction de ce lieu de culte de style baroque, nommé église de Ville-Marie, commence en 1672 pour s'achever en 1683. On l'agrandit une première fois avec l'ajout d'un clocher, entre 1723 et 1725, suivi de bas-côtés, en 1734 et 1739. Au milieu du XVIIIe siècle, la construction de jubés permet d'accueillir un nombre grandissant de paroissiens, dont certains doivent assister aux offices sur le parvis, voire dans la rue. 
En 1830, l'église est détruite, exception faite du clocher, qui demeure debout jusqu'en 1843. Des pierres de couleur distincte, intégrées au parvis de l'église actuelle, indiquent aujourd'hui son emplacement. Le cimetière sera en fonction à partir de 1683, jusqu'à ce que des raisons de santé publique incitent les autorités à interdire les inhumations à l'intérieur des fortifications de Montréal. La fabrique de la paroisse Notre-Dame de Montréal fera alors l'acquisition d'un terrain qui deviendra le cimetière Saint-Antoine, qu'elle utilisera jusqu'à l'ouverture du cimetière Notre-Dame-des-neiges, en 1859.
La première église Notre-Dame de Montréal servira de cathédrale en 1821-1822, période où Jean-Jacques Lartigue servira comme évêque auxiliaire de Montréal. Cependant, lorsque Lartigue devient le premier évêque de Montréal en 1836, les sulpiciens et lui n'arrivent pas à s'entendre et l'on devra trouver un autre siège épiscopal, ce qui motivera la construction de la Cathédrale Saint-Jacques de Montréal.

## Décoration intérieure

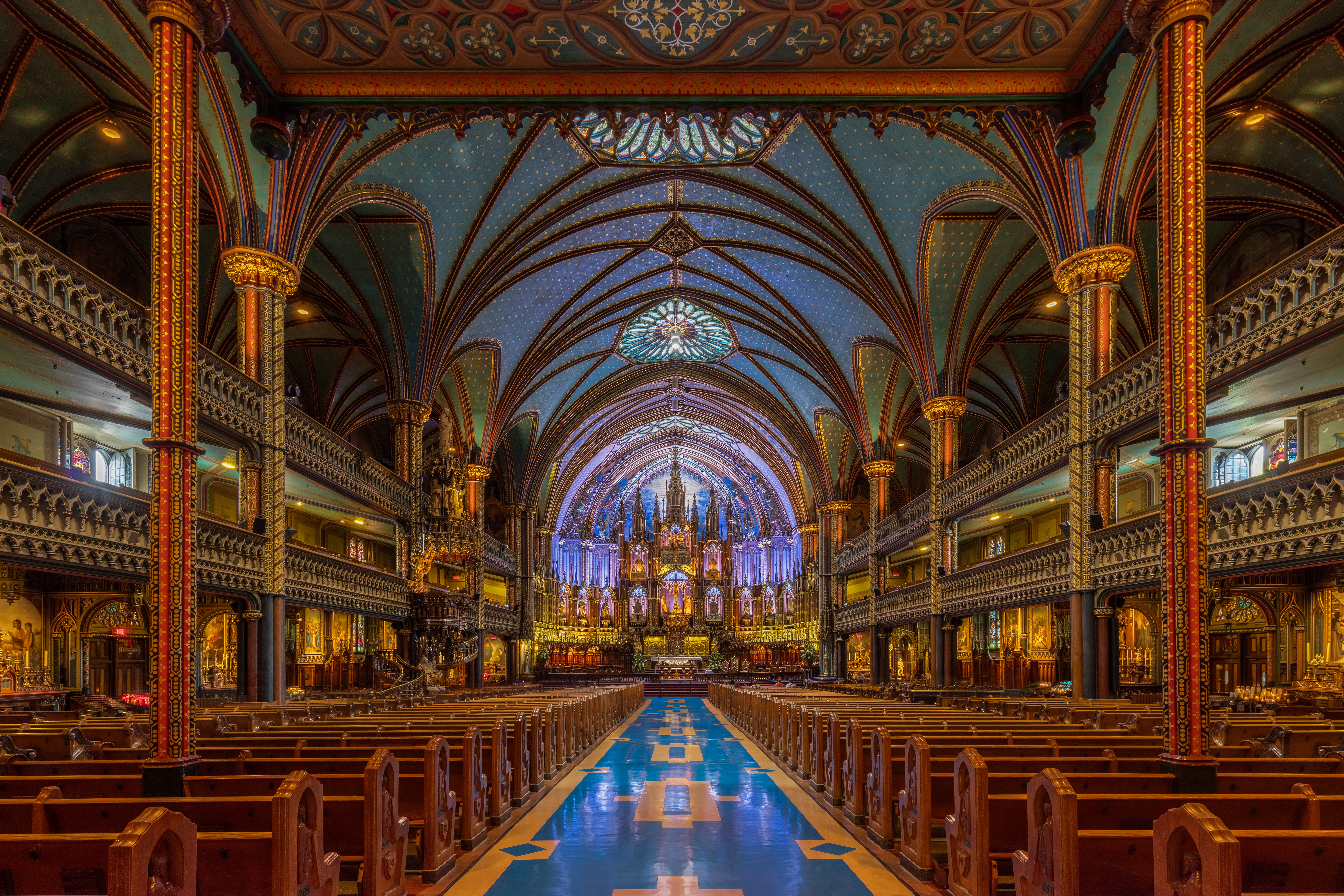
Vue de l'intérieur de la basilique.

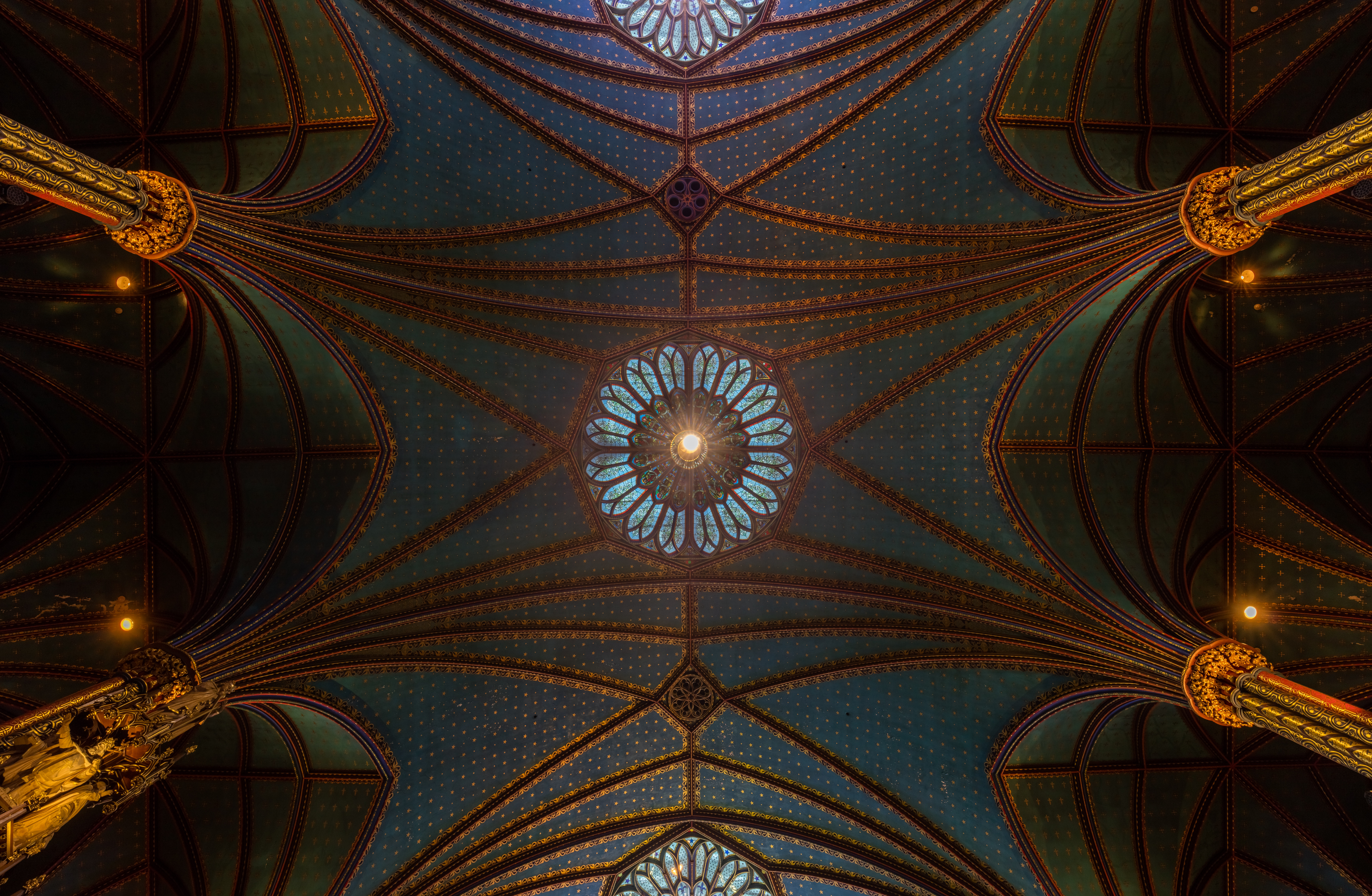
Vue de la voûte.

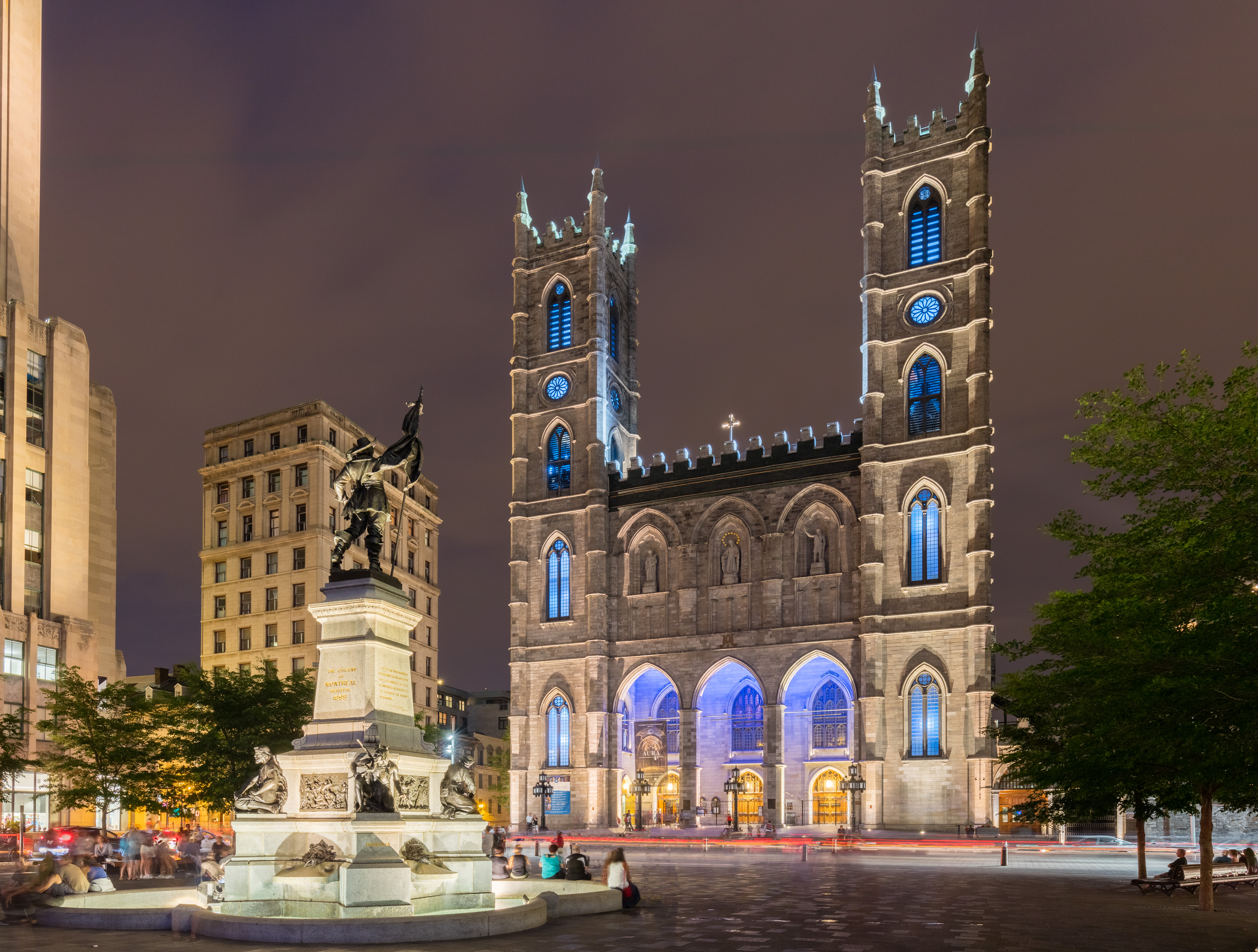
La basilique et le monument à Maisonneuve.

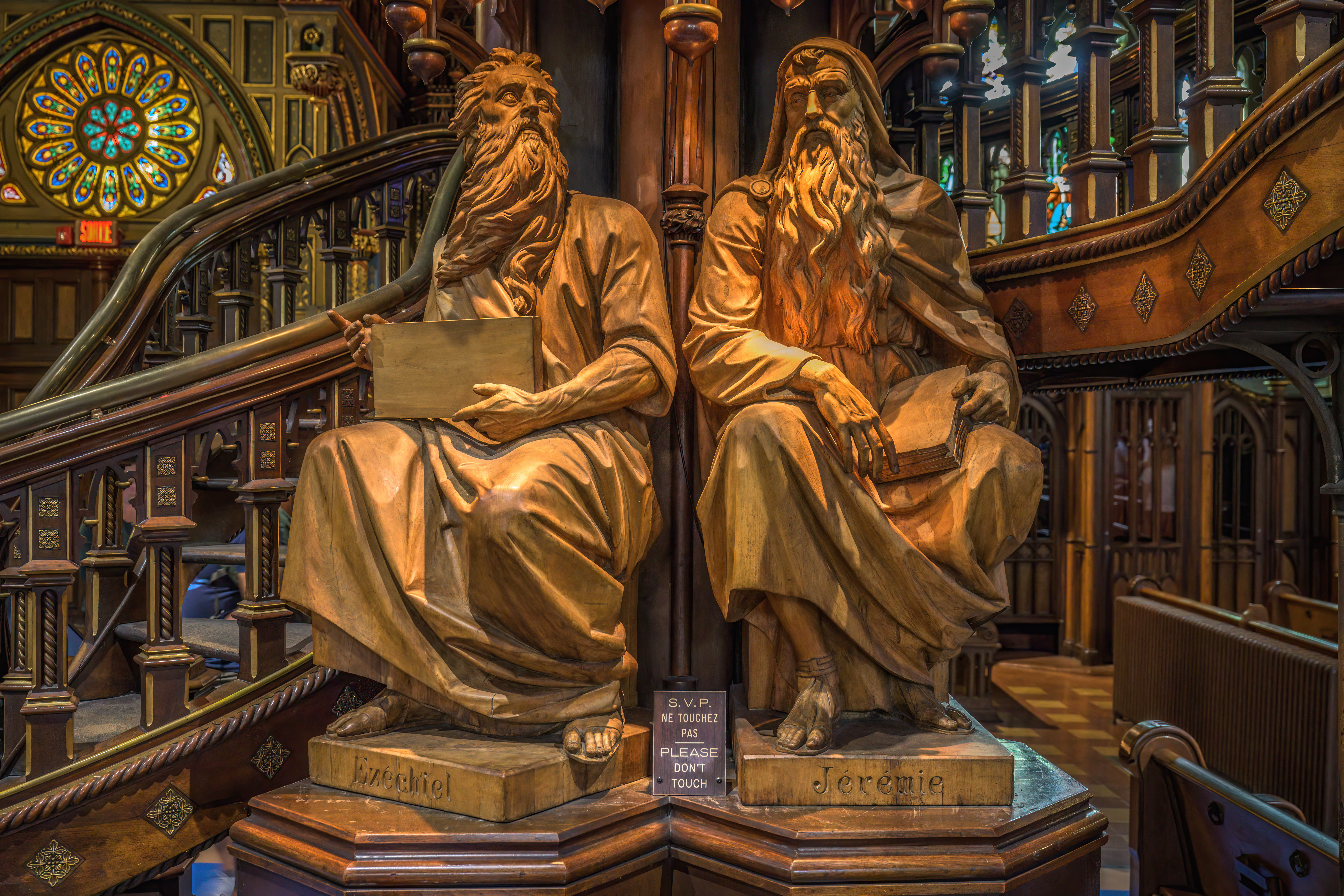
Statues de Ézéchiel et Jérémie, réalisées par Louis-Philippe Hébert (sculpteur), à l'intérieur de la basilique. Septembre 2022.

La décoration que l'église affiche au milieu du XIXe siècle est bien différente de celle que l'on peut voir aujourd'hui. Le mur de chevet du sanctuaire, bien plat comme le voulait la tradition des églises gothiques anglaises, présentait alors une grande verrière, derrière laquelle étaient disposés, de part et d'autre, six tableaux provenant de l'ancienne église. Par souci d'économie, on avait placé dans le sanctuaire le maître-autel de l'ancienne église, qui se trouve aujourd'hui dans la chapelle latérale dédiée à sainte Marguerite d'Youville, contre le mur ouest. Les colonnes de la nef arboraient un trompe-l'œil imitant le marbre veiné, un travail exécuté par Angelo Pienovi, un artiste italien new-yorkais.
Entre 1870 et 1900, on repense totalement la décoration intérieure. Cette deuxième phase sera l'œuvre du curé Victor Rousselot et surtout de Victor Bourgeau, l'architecte québécois le plus actif de l'époque qui sera assisté du sculpteur Henri Bouriché. À l'occasion d'un voyage en France, le curé Rousselot est fortement impressionné par le style et le symbolisme de la Sainte-Chapelle, à Paris. Il propose donc à Bourgeau de s'en inspirer. Les couleurs, le motif de la feuille d'or, dans la voûte, et les colonnes, notamment, évoquent la Sainte-Chapelle. Les voûtes sont soutenues par des colonnettes en pierre et la décoration polychromique est entièrement composée de sculptures en bois.
D'autres ajouts viennent compléter l'intérieur. En 1882, un baptistère est ajouté. En 1927, la voûte est décorée par le peintre Ozias Leduc et enfin en 1891, la firme Casavant installe un orgue (4 claviers, pédalier et 99 jeux), opus 26, qui sera restauré en 1991. Il s'agit du deuxième plus grand orgue dans une église en Amérique du Nord.

### Aujourd'hui

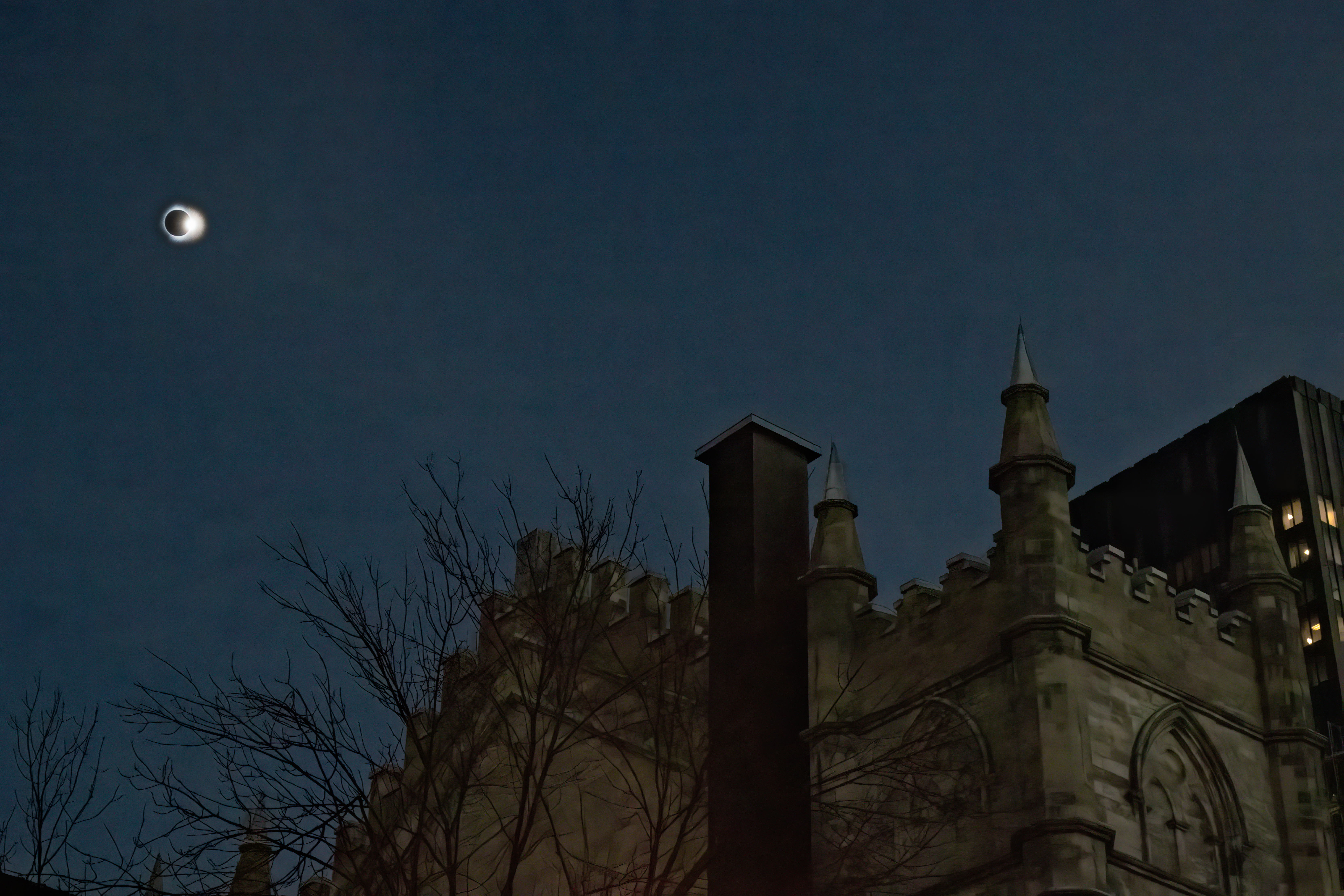
La basilique sous une éclipse totale de Soleil en 2024

La basilique reçoit chaque année des centaines de milliers de visiteurs, attirés par sa splendeur néogothique, ainsi que ses trésors historiques : bois sculptés, tableaux, vitraux, sculptures, une remarquable collection d'art sacré du XVIIe  au  XXe siècle.
On y célèbre de nombreux mariages et les funérailles de personnalités importantes ; des récitals d'orgue par les meilleurs organistes du monde y ont lieu ; l'Orchestre symphonique de Montréal y a souvent donné des concerts, en particulier Le Messie de Hændel en décembre de chaque année.
Dans la chapelle du Sacré-Cœur, reconstruite en 1980 après un incendie, se trouve un retable en bronze de Charles Daudelin et un orgue mécanique de 25 jeux de la firme Guilbault-Thérien (1982).
C'est le quatrième édifice religieux le plus reconnu d'Amérique derrière la cathédrale Saint-Patrick de New York, la cathédrale nationale de Washington et l'oratoire Saint-Joseph du Mont-Royal
La basilique Notre-Dame a été reconnue comme un lieu historique national du Canada en 1989.

## Patrimoine
Érigée dans la première paroisse à Montréal, elle est la plus grande église néogothique au monde. Son style a influencé d'autres bâtiments religieux au Québec. Son empreinte culturelle et religieuse est une des plus importantes de la ville.

## L'unité pastorale
- Miguel Castellanos, sulpicien, est le curé de la paroisse.
- Marcel Demers, sulpicien, est membre de l'équipe pastorale de la paroisse.
- Réal Lévêque, sulpicien, est membre de l'équipe pastorale de la paroisse.
- Argiro Restrepo, sulpicien, est membre de l'équipe pastorale de la paroisse.
- Guy Bérubé, est membre de l'équipe pastorale de la paroisse.
- Marie-Christine Herlin-Gervais est membre de l'équipe pastorale de la paroisse.
- Marlène El Khoury est membre de l'équipe pastorale de la paroisse.
- Daniel Paradis, laïc, est membre de l'équipe pastorale

## La vie paroissiale
L'eucharistie dominicale est célébrée le samedi à 17 h 00, le dimanche à 9 h 00, 11 h 00 et 17 h 00. Elle est également célébrée du lundi au vendredi en la chapelle du Saint-Sacrement à 7 h 30 et en la chapelle Notre-Dame du Sacré-Cœur à 12 h 15.

## Évènements notables
- Funérailles de sir George-Étienne Cartier en 1873.
- Siège du Congrès eucharistique international de Montréal de 1910.
- Visite du pape Jean-Paul II le 11 septembre 1984.
- Mariage de Céline Dion et René Angélil le 17 décembre 1994.
- Funérailles de Jean Drapeau, ancien maire de Montréal, le 16 août 1999.
- Funérailles de Maurice Richard le 31 mai 2000.
- Funérailles de Pierre Elliott Trudeau le 3 octobre 2000.
- L'Orchestre symphonique de Montréal avec Bruno Pelletier pour célébrer la période de Noël en 2002 puis 2003 et 2004 avec les Petits chanteurs de Charlesbourg.
- Funérailles de Claude Ryan le 13 février 2004.
- Funérailles de Gilles Carle le 5 décembre 2009.
- Funérailles de Claude Léveillée le 18 juin 2011.
- Funérailles de René Angélil le 22 janvier 2016.
- Funérailles de Bernard Landry le 13 novembre 2018.
- Funérailles de Brian Mulroney le 23 mars 2024[6].